# GFA League Second Division 1995/96
Die Saison 1995/1996 der GFA League Second Division war die 41. Spielzeit der zweithöchsten Spielklasse im gambischen Fußball.
Es spielten zehn Mannschaften in einer Hin- und Rückrunde um den Titel, so dass für jede Mannschaft 18 Spiele angesetzt waren. Aus der GFA League First Division sind zuvor die zwei Mannschaften Augustians Bathurst und Joggifans Football Club abgestiegen und zur Liga dazu gestoßen. Aus der GFA League Third Division sind die zwei Mannschaften Roots und Police Football Club aufgestiegen.
Am Saisonende mussten die beiden Tabellenletzten Roots und Police Football Club in die Third Division absteigen. Aufsteigen in die First Division durften die beiden in der Tabelle führenden Mannschaften Augustians Bathurst und Ports Authority Football Club.
Eine Abschlusstabelle ist nicht belegt.

## Beteiligte Vereine
Alphabetisch sortiert
1. Augustians Bathurst
2. SK Jaiteh
3. Joggifans FC
4. Justice
5. Kaira Silo
6. Linguere
7. Police FC
8. Ports Authority FC
9. Roots
10. Sukuta Tigers